# Mali Narín
Mali Narín (en rus: Малый Нарын) és un poble de la República de Buriàtia, a Rússia, segons el cens del 2010 tenia 238 habitants.